# Garpoun
Garpoun (en russe Гарпун c'est-à-dire Harpon) est une famille de satellites de télécommunications militaires russes placés en orbite géostationnaire et chargés de relayer les données collectées par les satellites de reconnaissance circulant sur une orbite basse vers les utilisateurs finaux (marine de guerre, forces terrestres). Deux satellites de cette famille ont été placés en orbite, en 2011 et 2015.

## Historique
Ces satellites, développés par ISS Reshetnev, ont remplacé la série des Potok. Ils répondent aux besoins du Système de commande et relais russe (alias GKKRS ou Rassvet). Le lancement du premier satellite de cette série par une fusée Proton-M / Briz-M, annoncé officiellement en janvier 2008 pour début 2009, a eu lieu finalement en septembre 2011. Le lancement d'un deuxième satellite a été réalisé en 2015. Les deux satellites ont été placés en orbite géostationnaire, où ils occupent les positions en longitude 13,5 ouest et 79,8 est. Pour assurer une couverture complète, il faudrait un troisième satellite placé près de la longitude 168°,..

## Caractéristique techniques
Les caractéristiques techniques précises de ces satellites ne sont pas connues. Leur masse est évaluée à 2,4 tonnes. Ils permettent de relayer les données collecter par les satellites de reconnaissance tels que Personna ou Bars-M et d'écoute électronique Lotos. Ces derniers sont équipés d'une antenne spécialisée capable de maintenir son pointage vers l'un des deux satellites Garpoun. Les données sont ensuite transférées en temps réel vers des stations terriennes fixes ou mobiles (par exemple installées à bord de navires).

## Historique des lancements
| Date              | Désignation | Lanceur           | Base de lancement | Position | Identifiant COSPAR | Statut       |
| ----------------- | ----------- | ----------------- | ----------------- | -------- | ------------------ | ------------ |
| 20 septembre 2011 | Cosmos 2473 | Proton-M /Briz-M  | Baïkonour         | 13,5° O  | 2011-048A          | Opérationnel |
| 13 décembre 2015  | Cosmos 2513 | Proton-M / Briz-M | Baïkonour         | 79,8° O  | 2015-075A          | Opérationnel |